# Nizozemsko na Letních olympijských hrách 2024
Nizozemsko soutěžilo na Letních olympijských hrách 2024 v Paříži od 26. července do 11. srpna 2024.

## Olympijští vítězové
| Medaile | Jméno                                                                        | Sport         |
| ------- | ---------------------------------------------------------------------------- | ------------- |
| Zlato   | Lennart van Lierop Finn Florijn Tone Wieten Koen Metsemakers                 | Veslování     |
| Zlato   | Benthe Boonstra Hermijntje Drenth Tinka Offereins Marloes Oldenburg          | Veslování     |
| Zlato   | Ymkje Clevering Veronique Meester                                            | Veslování     |
| Zlato   | Karolien Florijnová                                                          | Veslování     |
| Zlato   | Odile van Aanholt Annette Duetz                                              | Jachting      |
| Zlato   | Isaya Klein Ikkink Lieke Klaver Eugene Omalla Cathelijn Peeters Femke Bolová | Atletika      |
| Zlato   | Sifan Hassanová                                                              | Atletika      |
| Zlato   | Worthy de Jong Arvin Slagter Jan Driessen Dimeo van der Horst                | Basketbal     |
| Zlato   | Roy van den Berg Jeffrey Hoogland Harrie Lavreysen                           | Cyklistika    |
| Zlato   | Harrie Lavreysen                                                             | Cyklistika    |
| Zlato   | Harrie Lavreysen                                                             | Cyklistika    |
| Zlato   | Marit Bouwmeesterová                                                         | Jachting      |
| Zlato   | Sharon van Rouwendaalová                                                     | Plavání       |
| Zlato   | Nizozemský mužský národní tým pozemního hokeje                               | Pozemní hokej |
| Zlato   | Nizozemský ženský národní tým pozemního hokeje                               | Pozemní hokej |

## Sporty
| Sport                   | Men | Women | Total |
| ----------------------- | --- | ----- | ----- |
| Lukostřelba             | 1   | 3     | 4     |
| Synchronizované plavání | 0   | 2     | 2     |
| Athletika               | 17  | 23    | 40    |
| Badminton               | 1   | 1     | 2     |
| Basketbal               | 4   | 0     | 4     |
| Box                     | 0   | 1     | 1     |
| Breakdance              | 2   | 1     | 3     |
| Kanoistika              | 1   | 4     | 5     |
| Cyklistika              | 10  | 14    | 24    |
| Skoky do vody           | 0   | 1     | 1     |
| Jezdectví               | 4   | 5     | 9     |
| Šerm                    | 1   | 0     | 1     |
| Pozemní hokej           | 17  | 17    | 34    |
| Golf                    | 0   | 1     | 1     |
| Gymnastika              | 5   | 5     | 10    |
| Házená                  | 0   | 14    | 14    |
| Judo                    | 5   | 5     | 10    |
| Veslování               | 19  | 14    | 33    |
| Jachting                | 5   | 6     | 11    |
| Skateboarding           | 0   | 2     | 2     |
| Plavání                 | 8   | 12    | 20    |
| Stolní tenis            | 0   | 1     | 1     |
| Tenis                   | 4   | 2     | 6     |
| Triatlon                | 2   | 2     | 4     |
| Volejbal                | 4   | 14    | 18    |
| Vodní pólo              | 0   | 13    | 13    |
| Celkem                  | 110 | 163   | 273   |

### Stolní tenis
Nizozemsko přihlásilo do soutěže ve stolním tenise jednu sportovkyni. Britt Eerlandová se kvalifikovala na hry tak, že vyhrála druhé volné místo v ženské dvouhře na Evropském kvalifikačním turnaji 2024 v Sarajevu v Bosně a Hercegovině.
| Atletka          | Událost     | Kolo 1/64           | Kolo 1/32            | Kolo 1/16         | Čtvrtfinále      | Semifinále       | Finále           | Finále       |
| Atletka          | Událost     | Výsledek soupeře    | Výsledek soupeře     | Výsledek soupeře  | Výsledek soupeře | Výsledek soupeře | Výsledek soupeře | Pořadí       |
| ---------------- | ----------- | ------------------- | -------------------- | ----------------- | ---------------- | ---------------- | ---------------- | ------------ |
| Britt Eerlandová | Dvouhra žen | Godaová (EGY) W 4–0 | Matelová (CZE) W 4–3 | Čchen (CHN) L 1–4 | Nepostoupila     | Nepostoupila     | Nepostoupila     | Nepostoupila |